# Miletus kelantanus
Miletus kelantanus är en fjärilsart som beskrevs av Corbet 1938. Miletus kelantanus ingår i släktet Miletus och familjen juvelvingar. Inga underarter finns listade i Catalogue of Life.